# Оссама, Абдельрахман
Абдельрахман Оссама Ахмед (род. 7 октября 1988) — египетский тхэквондист, участник Олимпийских игр 2012 года.

## Карьера
В 2012 году на Олимпийских играх в весовой категории до 80 кг в первом же круге он уступил нидерландцу Томми Моллету.